# Knocking
Knocking ist eine Ortschaft und eine Katastralgemeinde der Marktgemeinde Erlauf im Bezirk Melk in Niederösterreich. Die Ortschaft hat 35 Einwohner (Stand 1. Jänner 2024).

## Geografie
Der Weiler liegt in den nördlichen Ausläufern des Alpenvorlandes. Die Ortschaft wird von der Landesstraße L5329 erschlossen.

## Geschichte
Laut Adressbuch von Österreich waren im Jahr 1938 in Knocking einige Landwirte ansässig.